# علی جوادی
علی جوادی (زاده تابستان ۱۹۵۳) فعال سیاسی ایرانی است.
او رئیس کنونی رئیس کنونی مرکز پیگرد سران جمهوری اسلامی به جرم جنایت علیه مردم هست و هر هفته نشریه‌ای شخصی به نام «آخر هفته» را نیز منتشر می‌کند.

## زندگی

### تولد و کودکی
علی جوادی در زمستان سال ۱۹۵۳ در خانوادهٔ ای متوسط در تهران به دنیا آمد.

### تحصیلات متوسطه در دبیرستان البرز
به گفته علی جوادی، او تحصیلات متوسطهٔ خود را در دبیرستان البرز تهران و در رشتهٔ ریاضی گذراند.
او به هنگام اعتصاب معروف اتوبوس رانان در تهران در کلاس دهم بود و می‌گوید که به طبع فضای دبیرستان و نزدیکی اش به دانشگاه پلی تکنیک نقشی در آن اعتراضات نیز بازی کرده است.

### آغاز تحصیلات عالی در دانشگاه تهران
به گفته جوادی، او به اصرار خانواده در کنکور اقتصاد شرکت کرد و در دانشکده اقتصاد دانشگاه تهران قبول شد و شروع به تحصیل کرد.  در این دوران او به اعتراضات دانشجویی علیه شاه پیوست.

### اخذ لیسانس در آمریکا
پس از چند سال او برای ادامه تحصیل در رشتهٔ ریاضی و فیزیک به آمریکا رفت. ابتدا به دانشگاهی در اهایو و سپس به «دانشگاه تگزاس» که نهایتاً لیسانس خود را در رشتهٔ ریاضی از همین دانشگاه دریافت کرد.

### ادامه تحصیل در آمریکا و شرکت در اعتراضات اجتماعی
او سپس برای ادامه تحصیل به دانشگاه برکلی رفت و تحصیل در رشتهٔ اقتصاد (برای فوق لیسانس) را آغاز کرد.
او در این دوران علاوه بر مطالعات بیشتر مارکسیستی در فضای رادیکال آن روز آمریکا و بخصوص دانشگاه برکلی به اعتراضات و شورشهای مختلفی همچون اعتراض به جنگ ویتنام، دفاع از کوبا، جنبش حقوق مدنی و … روی آورد.
همچنین با کنفدراسیون دانشجویان علیه رژیم شاه فعالیت می‌کرد.

### زندگی شخصی در حال حاضر
او اکنون در لس آنجلس، آمریکا به همراه دخترش زندگی و فعالیت می‌کند.